# ログラン
ログラン(Loglan)は、もともとは言語学的調査、特にサピア＝ウォーフの仮説の調査のために設計された人工言語である。

## 概要
ログランは、「言語はその話者の世界観の形成に差異的に関与する」とするサピア=ウォーフの仮説を検証するために1955年、ジェームズ・クック・ブラウン博士によりその開発が始まった。仮説が十分検証できる言語様式、すなわち、仮説が真である場合にその話者がふつうとは異なる思考様式を持ちうる程に自然言語からかけ離れた言語様式をもつことを目標としている。ログランは、ロジバンとチェンリもまた含む論理的言語として知られる言語の中で最初のものであり、主要なインスピレーションの源である。
ブラウン博士は、この言語とそれの他の適応を発達させるためのログラン学会を設立した。彼は、常に言語を未完成の研究プロジェクトと考え、その設計に関する多くの資料を公開したけれども、その使用に対して知的所有権規制を主張し続けた。このため、後に彼の支持者集団は、同じ原則に沿うが、自由に使えるようにするという意図を持ち、現実の言語としてのその使用を奨励するロジバンという言語を作るロジカル・ラングイッジ・グループを形成した。
ロジバンの支持者は、両方の彼ら自身の言語とログラン学会のそれを示すログランという用語を使う。明確性を必要とするとき、彼らはTLI ログランと後者の言語を示す。結局のところログランと言う用語の非商標権が米国特許商標庁により確認されたけれど、多くの支持者とログラン学会のメンバーがこの用法が不快であると見れば、言語のTLI版のためのログランを差し押さえる。

## 文法
ブラウンは、ログランができるだけ文化的に中立であり、形而上学的に過度倹約(必須分類が最小に保たれるということを意味する)であるように意図した。英語における必須分類の例は、動詞の時制であり、時制も表さないと定形動詞を表現することは不可能である。
また、ブラウンはこの言語が全く規則的で明瞭であるよう意図した。特に、互いに混同されうる音素は避けられた。
この言語の文法は、これが "logical language" (論理的言語) の省略形であるLoglanと名づけられた理由である一階述語論理に基づかれた。これは、人間-コンピュータ コミュニケーションを適合可能にすると考えられて、ロバート・A・ハインラインがSF小説月は無慈悲な夜の女王でこの言語を言及することの要因となった。
ログランには、名詞と動詞の区別はない。述語は、文の中のどの位置にあるかによって、動詞、名詞、形容詞または副詞として用いられた。それぞれの述語は、議論するところでその項構造を持ち、それは変数であるかもしれない。例: vedma、「XはQの値段でPにYを売る」。接頭辞は、それを最初におくことにより変数の一つを強調すること、そして述語の項構造の再追加することを許容する。例えば、値段を第一変数にするとき、(小語juを伴う)ju vedmaを使う。同様に文は、売り手、商品、買い手について話すため再追加されうる。時制、場所、行為者、行動の種類、その他は任意の「小語」で提供される。述語は複合されうる。前者が「小語」により前置されたとき、述語は他の述語の議論として働くことができる。
この言語は、音素のパターンが常に独自に語へ構文解析するよう設計される。ともに動くときでさえ、語は一方だけで分割されうる。ログランにおいて、英語の語句 "a pretty little girls' school" のあらゆる異なった意味を直接かつ正確に言うことができる。この特徴は、ログランに流暢な人々が他の言語の言語学的仕組みによって支えられない一種のジョークタイプのユーモアのようなことを言うことができないほど非常に明白である。ログランにおいて、ジョン(人)は文字どおりの短い単語であるということも可能である。
ログランとロジバンは、人がいっていることについての感情と態度を表すのに使う広範囲の語を持つが、自然言語と違い、これらは、実際に行われた声明から区別されて明瞭に保たれる。これは、言語がコンピューターのような論理に基づき、人間感情に欠けると推測する人々にとって驚くべきことかもしれない。

## 大衆文化において
ログランは、ロバート・A・ハインラインの有名な月は無慈悲な夜の女王とロバート・リンマーのユートピア文学Love Me Tomorrowの2つのサイエンス・フィクション作品で言及された。
ログランの発明者、ジェームス・クック・ブラウンも、ログランの台詞が使われるがその言語は別の名前で呼ばれているユートピアSF小説The Troika Incidentを書いた。
ログランは、ロールプレイングゲームFTL:2448において種族間公用語として使われる。